# Shaun of the Dead
Cet article possède un paronyme, voir Dawn of the Dead.
Série Blood and Ice Cream Trilogy
Hot Fuzz
(2007)
Pour plus de détails, voir Fiche technique et Distribution.
Shaun of the Dead, ou Shaun et les zombies au Québec, est une comédie horrifique américano-franco-britannique réalisée par Edgar Wright et sortie en 2004. Sous-titré en France « Une comédie romantique avec des zombies », il est à la fois un hommage aux films de série B et une parodie de ces derniers.
Il s'agit du premier film de la trilogie Blood and Ice Cream, suivi par Hot Fuzz et Le Dernier Pub avant la fin du monde (The World's End). Leurs liens sont le réalisateur Edgar Wright, les acteurs principaux, Simon Pegg et Nick Frost, les glaces Cornetto et le sang.

## Synopsis
Shaun (Simon Pegg), vendeur dans un magasin d'électroménager de la banlieue de Londres, mène une vie routinière tournant autour de la pratique des jeux vidéo et la fréquentation de son pub favori, Le Winchester, avec Ed (Nick Frost), son meilleur ami. Sa petite amie Liz (Kate Ashfield) n'est pas satisfaite de leur relation et finit par décider de le quitter. Par ailleurs, Shaun a des problèmes relationnels avec son beau-père Philip (Bill Nighy) avec lequel il ne s'est jamais entendu et qu'il ne considère pas comme son père.
Lorsque Liz le quitte, Shaun noie sa peine au Winchester avec Ed. Après une nuit de beuverie, il se réveille dans un monde peuplé de morts-vivants. Ils ne s'en rendent compte que lorsque Shaun se fait attaquer par deux zombies, qu'ils prenaient pour des ivrognes. Shaun découvre que son ami et colocataire Pete (Peter Serafinowicz) est aussi devenu un mort-vivant. Shaun décide alors de sauver Liz, ses amis David (Dylan Moran) et Diane (Lucy Davis), ainsi que sa mère et son beau-père (qui a été mordu). Le plan de Shaun consiste à se cacher au Winchester.

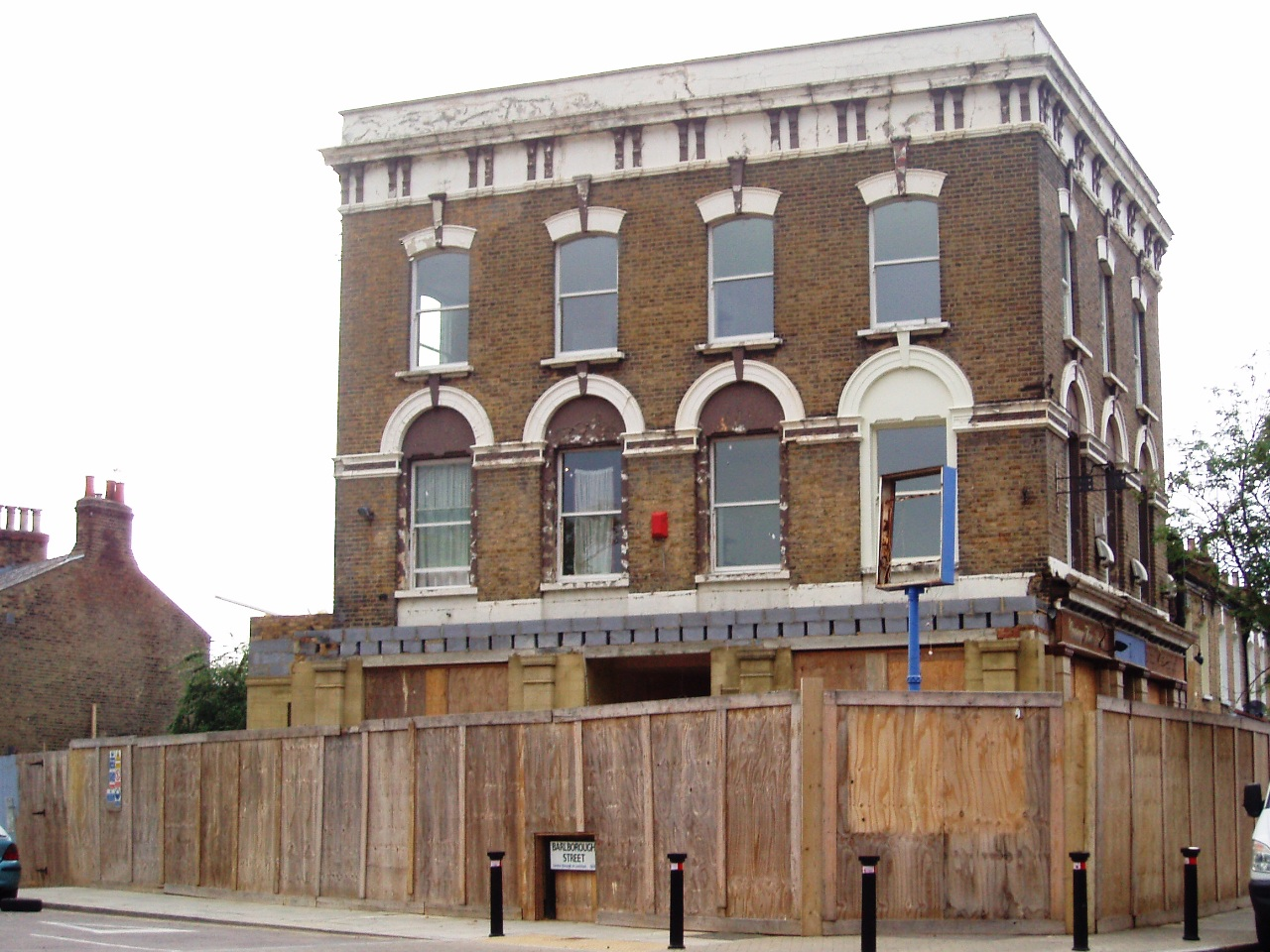
Le Winchester.

Durant le trajet dans la voiture de Philip, celui-ci, agonisant, fait la paix avec Shaun en lui révélant avoir voulu être un modèle pour lui et non l'homme autoritaire que Shaun voyait, avant de succomber à sa blessure et se transformer. Après avoir évacué le véhicule, le groupe se retrouve obligé de continuer à pied. Arrivé au Winchester, Shaun se rend compte que le pub est cerné par un grand nombre de zombies. Pour pouvoir accéder au pub, le petit groupe décide, aidé par les talents d'artiste de Diane, d'imiter la démarche et l'attitude des zombies afin de pouvoir se rapprocher de leur objectif sans se faire repérer. Hélas, le pub étant fermé et personne ne répondant à leurs appels à l'intérieur, David décide de casser une fenêtre pour entrer dans le Winchester. Shaun comprend que s'ils entrent maintenant, tous les zombies chercheront à les suivre et ils ne s'en sortiront pas. Il décide donc de faire une diversion en les emmenant plus loin.
Après quelques dizaines de minutes, Shaun retrouve l'ensemble du groupe au pub. Malheureusement, l’accalmie est de courte durée. Alors que la nuit est tombée, un grand nombre de zombies, alerté par une gaffe de Ed, finit par rappliquer et encercle le pub. Décidant d'utiliser la Winchester accrochée au mur, à l'origine du nom de l'établissement, l'ensemble du groupe lutte vaillamment contre l'offensive des zombies. C'est alors que la mère de Shaun révèle à Liz qu'elle a été mordue quelques heures auparavant. Shaun se voit alors contraint de tuer sa mère d'une balle dans la tête une fois que celle-ci s'est transformée en zombie pour protéger le groupe. Les survivants disparaissent ensuite les uns après les autres, tout d'abord David qui, supportant avec difficulté la situation, finit par se faire dévorer vivant, puis Diane, qui disparaît à son tour en voulant sauver David, dont elle refuse la mort. Ils ne sont plus que trois, Shaun, Liz et Ed, qui tentent tant bien que mal de résister aux assauts des morts-vivants. Ils réussissent à s'échapper en passant par le cellier mais Ed, qui a été mordu et se sait condamné, reste en arrière avec un fusil pendant que Shaun et Liz gagnent l'extérieur. L'armée intervient à ce moment et les sauve.
Six mois plus tard, la vie est revenue à la normale et les zombies sont utilisés pour certains travaux, ayant notamment gardé certains réflexes de leurs vies passées. Shaun et Liz ont emménagé ensemble et Shaun a retrouvé Ed, désormais zombie, et le garde attaché dans la remise du jardin, jouant à des jeux vidéo avec lui.

## Fiche technique
Sauf indication contraire, les informations mentionnées dans cette section peuvent être confirmées par la base de données cinématographiques IMDb,  présente dans la section « Liens externes ».
- Titre original et français : Shaun of the Dead
- Titre québécois : Shaun et les zombies
- Réalisation : Edgar Wright
- Scénario : Edgar Wright, Simon Pegg
- Musique : Dan Mudford et Pete Woodhead
- Photographie : David Dunlap
- Montage : Chris Dickens
- Décors : Marcus Rowland
- Costumes : Annie Hardinge
- Production : Nira Park (en)
- Sociétés de production : Studiocanal, Working Title Films, WT2 Productions, Big Talk Productions, Inside Track 2, FilmFour et De Wolfe Music
- Sociétés de distribution : United International Pictures (Royaume-Uni), Mars Distribution (France)
- Budget : 4 000 000 £[1]
- Pays de production :  Royaume-Uni,  France,  États-Unis
- Langue originale : anglais
- Format : couleur - 2.35:1 - Son Dolby numérique - 35 mm
- Genre : comédie horrifique avec des zombies
- Durée : 95 minutes
- Dates de sortie :
  - Royaume-Uni : 29 mars 2004 (avant-première à Londres) ; 9 avril 2004
  - Belgique : 11 août 2004
  - États-Unis : 24 septembre 2004
  - France : 27 juillet 2005
- Classification : 
  - Royaume-Uni : interdit aux moins de 15 ans[2]
  - France : interdit en salles aux moins de 12 ans[3]
  - Québec : classé 13 ans et plus avec la mention horreur

## Distribution
- Simon Pegg (VFB : Philippe Allard) : Shaun

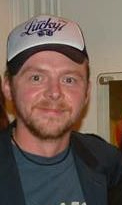
Simon Pegg alias Shaun.

- Kate Ashfield (VFB : Géraldine Frippiat) : Liz, la compagne de Shaun
- Nick Frost (VFB : Mathieu Moreau) : Ed, le colocataire et meilleur ami de Shaun
- Lucy Davis (VFB : Marielle Ostrowski) : Diane, la compagne de David et amie de Liz
- Dylan Moran (VFB : David Manet) : David, le compagnon de Diane et ami de Liz
- Bill Nighy (VFB : Jacques Viala) : Philip, le beau-père de Shaun
- Penelope Wilton (VFB : Nicole Shirer) : Barbara, la mère de Shaun
- Peter Serafinowicz (VFB : Bruno Mullenaerts) : Pete
- Jessica Stevenson : Yvonne
- Nicola Cunningham : Mary
- Rafe Spall : Noel
- Martin Freeman : Declan
- Julia Deakin : la mère d'Yvonne
- Reece Shearsmith : Mark
- Tamsin Greig : Maggie
- Matt Lucas : Tom
- Chris Martin : un zombie (caméo)

## Production

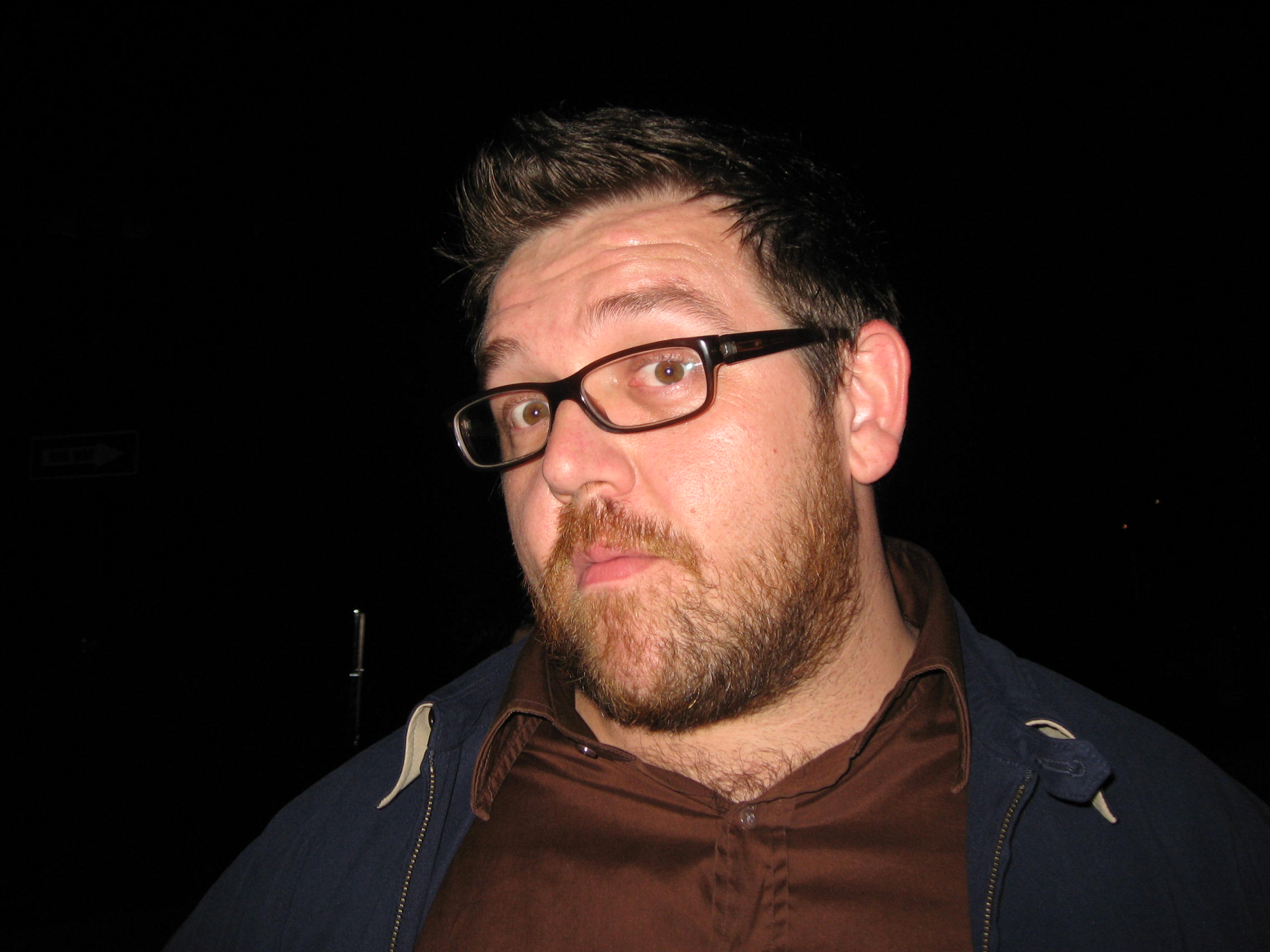
Nick Frost incarne Ed.

### Genèse et développement
Le film se réfère aux jeux vidéo, aux émissions de télévision et à d'autres films. En ce sens, le film est similaire à la sitcom britannique Les Allumés (Spaced), avec Simon Pegg comme cocréateur, auteur et star de la série, et Edgar Wright en tant que réalisateur. Shaun of the Dead contient de nombreuses références aux films de zombies, notamment ceux de George A. Romero : le titre du film fait référence au titre original de Zombie, Dawn of the Dead, de George A. Romero.
Le film est inspiré de l'épisode de Spaced nommé Art, écrit par Pegg (avec Jessica Stevenson qui apparaît en tant qu'interprète d'Yvonne dans Shaun of the Dead) et dirigé par Wright, dans lequel le personnage de Tim (joué par Pegg), sous amphétamines et sous l'influence du jeu Resident Evil 2, a des hallucinations et pense combattre des zombies.
Découvrant qu'ils ont un goût mutuel pour les films de George A. Romero, Edgar Wright et Simon Pegg ont décidé de faire un film de zombies. La série Spaced est une grande référence pour le film, et plusieurs acteurs de la série participent au film, notamment Nick Frost, qui joue Mike dans Spaced, joue Ed dans Shaun of the Dead, mais aussi Peter Serafinowicz, qui joue Duane dans Spaced et qui joue Pete, le colocataire de Ed et Shaun.

### Tournage
Le tournage a lieu entièrement à Londres notamment aux Ealing Studios, plusieurs des scènes extérieures étant filmées dans le nord de Londres, à Crouch End et à Finsbury Park. Les scènes filmées en intérieur et autour du Winchester l'ont été au Duke of Albany, un pub de Monson Road, à New Cross, qui a été converti en appartements de luxe en 2007[réf. nécessaire].

## Musique
La bande originale du film, intitulée Shaun of the Dead: Music from the Motion Picture, est sortie le 12 avril 2004 chez Island Records.
1. Figment
2. The Blue Wrath - I Monster
3. Mister Mental - The Eighties Matchbox B-Line Disaster
4. Meltdown - Ash
5. Don't Stop Me Now - Queen
6. White Lines (Don't Do It) - Grandmaster Flash & Melle Mel
7. Hip Hop, Be Bop (Don't Stop) - Man Parrish
8. Zombie Creeping Flesh
9. Kernkraft 400 - Zombie Nation
10. Fizzy Legs
11. Soft - Lemon Jelly
12. Death Bivouac
13. Gonk (remix) - Kid Koala remix
14. Envy the Dead
15. Ghost Town - The Specials
16. Blood in Three flavours
17. Panic - The Smiths
18. Everybody's Happy Nowadays - Ash feat. Chris Martin
19. You're My Best Friend - Queen
20. You've Got Red on You / Shaun of the Dead Suite
21. Normality
22. Fundead (remix)
23. Orpheus - Ash
24. Zombi - Goblin

## Sortie et accueil

### Accueil critique
Le film a reçu en majorité des critiques positives. Sur le site Internet Rotten Tomatoes, il obtient 91 % de critiques positives, avec un score moyen de 7,7/10 et sur la base de 176 critiques collectées. Sur Metacritic, il obtient une note de 76/100, sur la base de 34 critiques collectées. En 2004, Shaun of the Dead a été classé 49e meilleur film britannique de tous les temps par le magazine Total Film.
En 2008, le magazine Empire l'a classé à la 231e place dans sa liste des 500 meilleurs films de tous les temps.
Stephen King décrit le film comme « un 10/10 sur le thermomètre du rire, et un film qui va devenir un classique ». En 2007, le film a été classé « 9e meilleur film de zombies de tous les temps » par le magazine Stylus Magazine. Quentin Tarantino le cite comme faisant partie de ses 20 films préférés depuis qu'il a commencé sa carrière de réalisateur[réf. nécessaire].

### Box-office
Le film est un succès commercial : il a engrangé 3,3 millions $US dans sa première semaine aux États-Unis, prenant la huitième place au box-office, bien qu'il ne soit diffusé que dans 607 cinémas (au lieu de 2 000 ou 3 000 pour des top 10 au box-office). Au Royaume-Uni, le film a rapporté 1,6 million de livres en étant diffusé dans 307 salles de cinéma dans sa première semaine ; à la mi-mai, le film atteint 6,7 millions de livres. Le film a finalement rapporté au box-office 30 039 392 $US, dont 12 349 489 $US au Royaume-Uni et 13 542 874 $ aux États-Unis. Malgré ce succès au cinéma, le film a connu un succès bien plus important à sa sortie en DVD.
En France, il a réalisé 126 522 entrées.

## Distinctions
Sauf mention contraire, cette liste provient d'informations de l'Internet Movie Database.

### Récompenses
- British Independent Film Awards 2004 : meilleur scénario
- Saturn Awards 2005 : meilleur film d'horreur
- Prix Bram Stoker 2005 : meilleur scénario
- Empire Awards 2005 : meilleur film britannique
- International Horror Guild Awards 2005 : meilleur film

### Nominations
- British Independent Film Awards 2004 : meilleur film britannique indépendant et révélation masculine (Nick Frost)
- BAFTA Award 2005 : meilleur film britannique
- Empire Awards 2005 : meilleur acteur britannique (Simon Pegg), meilleure actrice britannique (Kate Ashfield), meilleur réalisateur britannique et scène de l'année (les disques jetés sur les zombies)
- Chlotrudis Awards 2005 : meilleur scénario original

## Clins d’œil et références
Au début du film, alors qu'on le découvre à son travail, Shaun dit, pour justifier son rôle de chef de poste suppléant, « Ash se sent légèrement indisposé ». Il s'agit d'une référence au personnage Ash Williams apparu pour la première fois dans Evil Dead (1981).
Dans la scène où Shaun se prend une flèche sur la tempe, et où il met sa cravate rouge pour stopper l'hémorragie, son look est fortement inspiré de celui de Christopher Walken (bandeau rouge et chemise blanche) dans Voyage au bout de l'enfer.
Dans la scène de la salle de bains, juste avant que n'apparaisse Pete transformé en zombie, on voit Shaun jeter son badge de travail sur le lavabo. On peut y lire Foree Electric. Foree est le nom de famille de l'acteur qui incarnait Peter, le membre du SWAT dans le film Zombie réalisé en 1978 par George Romero.
Juste après que Shaun eut appelé sa mère, Barbara, pour la prévenir que lui et Ed viendraient la secourir, Ed dit à celle-ci : « On vient vous chercher Barbara ! ». Cette réplique est un clin d’œil au film La Nuit des morts-vivants réalisé par George Romero. L'héroïne principale, qui s'appelle justement Barbara (autre clin d’œil au film), se fait narguer par son frère : « Ils vont venir te chercher Barbara ! »
Le prénom du personnage principal, Shaun, ainsi que la réplique redondante « ce n'est pas mon père, c'est mon beau-père » font référence au film Un Crime dans la tête (1962) avec Frank Sinatra, où un des personnages principaux, M. Shaw, est exaspéré à chaque fois qu'on lui parle de son père en voulant désigner son beau-père.
Chris Martin et Jon Buckland, du groupe Coldplay, font une apparition dans le film.
Lorsque Shaun est à bord du bus (et qu'il voit une passante s'écrouler), la musique de fond est un extrait du titre Kernkraft 400 du groupe Zombie Nation.

## Postérité et produits dérivés
George A. Romero a été tellement impressionné par le film qu'il a demandé à Simon Pegg et Edgar Wright de faire une apparition dans son film Le Territoire des morts (2005), où ils apparaissent en tant que zombies.
Le film est adapté en comics dans 2000 AD par Frazer Irving et Simon Pegg en 2004 et IDW Publishing en 2005.
En 2006, la société National Entertainment Collectibles Association décide de faire des figurines animées de Shaun et Ed en zombies.